# Lichtenau im Mühlkreis
Lichtenau im Mühlkreis – gmina w Austrii, w kraju związkowym Górna Austria, w powiecie Rohrbach. Według Austriackiego Urzędu Statystycznego liczyła 512 mieszkańców (1 stycznia 2015).